# Furnäsudde domänreservat
Furnäsudde domänreservat är ett naturreservat i Mariestads kommun i Västergötland.
Reservatet bildades 1966 och omfattar 3 hektar. Det är beläget öster om Torsö cirka 13 km nordost om Mariestad och utgör en del av Östersundets östra strand. 
Inom området växer mellan 200 och 250 år gamla tallar. Vegetationen inom tallskogen är artfattig. Där växer lingon, blåbär, kruståtel, ljung, ängskovall och olika smalbladiga gräsarter. 